# Quinto Márcio Bareia Sorano
Quinto Márcio Bareia Sorano (em latim: Quintus Marcius Barea Soranus), mais conhecido apenas como Bareia Sorano, foi um senador romano da gente Márcia que viveu na época do imperador Nero (r. 54–68). Ele foi nomeado cônsul sufecto em 52, mas acabou posteriormente atraindo negativamente a atenção de Nero e acabou obrigado a cometer o suicídio.

## Carreira
O pai de Sorano, Quinto Márcio Bareia Sorano, foi nomeado cônsul em 34 e depois foi governador da província da África. O seu irmão, Quinto Márcio Bareia Sura, foi amigo do futuro imperador Vespasiano e avô por parte de mãe de Trajano.
Sua carreira antes do consulado não é conhecida. Depois de seu mandato, Sorano foi governador da Ásia por volta de 61 ou 62. Durante seu mandato o imperador Nero ordenou que seu liberto removesse todas as obras de arte da cidade de Pérgamo, o que provocou uma revolta. Furioso, o imperador ordenou que os cidadãos da cidade fossem punidos, mas Sorano se recusou a cumprir a ordem.

## Julgamento e morte
Por causa de sua desobediência, Sorano foi acusado por Ostório Sabino, um equestre, de ser aliado de Caio Rubélio Plauto (outro que era objeto do ódio de Nero) e de incitar os cidadãos da Ásia à revolta. Uma das principais testemunhas contra ele foi Egnácio Céler, da cidade de Berito, seu cliente e antigo tutor. A filha de Sorano, Servília, também foi acusada de ter contratado um feiticeiro (magos) e foi julgada com o pai. Ela confessou ter consultado um astrólogo, mas apenas para homenagear o pai e o imperador. Desesperado, Sorano implorou para que sua filha fosse poupada pois ela não estava envolvida na conspiração e nem sabia dos conluios de seu marido, Caio Ânio Polião. Sorano acabou condenado à morte em 65 ou 66 e se matou.